# Sao Kawng Kiao Intaleng

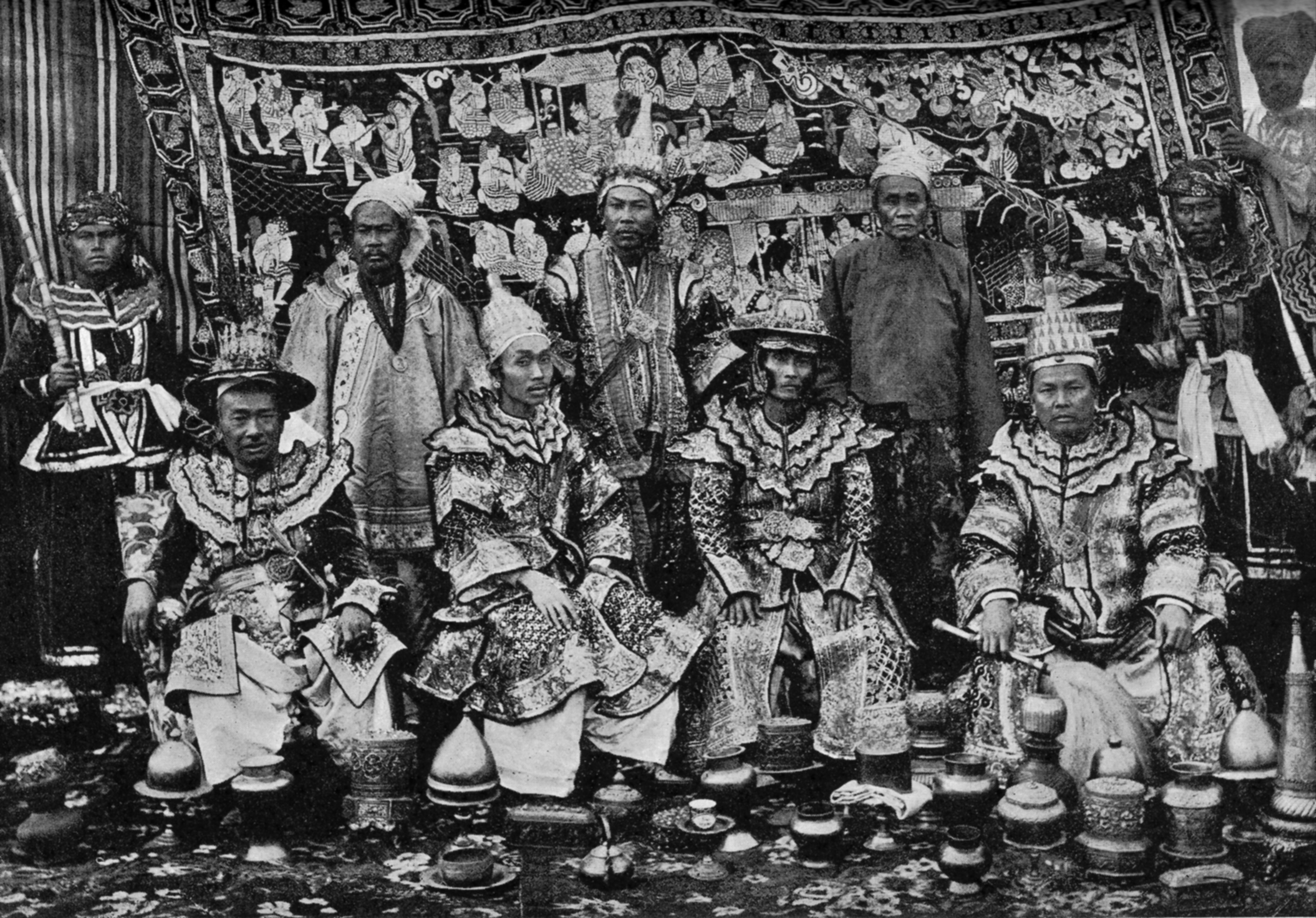
Kawng Kiao Intaleng (assis, deuxième depuis la gauche) au Durbar de Delhi de 1903.

Sao Kawng Kiao Intaleng devint le 53e souverain (Sawbwa) de Kengtung, État Shan, en 1895. Lui, sa première femme, et sa sœur, la princesse Tip Htila, se rendirent tous au Durbar de Delhi de 1903, avec une expédition de princes Shan guidés par J.G. Scott. Après ce voyage, en 1905, il construisit un nouveau palais de style indien impérial dans sa capitale, Kengtung. Il fut un dirigeant populaire et capable, et abolit l'esclavage domestique dans l'État. Il meurt en 1935.
Le Kengtung State Chronicle donne une liste de ces six femmes et dix-neuf enfants. L'homme politicien et savant Sao Sāimöng est un de ces garçons.

## Sources
- Andrew Marshall, The Trouser People: a Story of Burma in the Shadow of the Empire. London: Penguin; Washington: Counterpoint, 2002.
- Sao Sāimöng Mangrāi, The Pādaeng Chronicle and the Jengtung State Chronicle Translated. University of Michigan, Ann Arbor, 1981.